# 纳科·斯皮鲁
纳科·斯皮鲁（1918年1月4日—1947年11月20日），亲苏派，阿尔巴尼亚劳动党、游击队员，解放后担任经济部长。他在经济问题上坚持独立自主，坚决反对与南斯拉夫形成“经济体合并”。1947年11月，因反对亲南斯拉夫而被批评，自杀身亡，随后党内清洗了大批反对南斯拉夫干预、捍卫民族独立的干部。